# Новосёловка (Крысинский сельский совет)
Новосёловка (укр. Новоселівка) — село,
Крысинский сельский совет,
Богодуховский район,
Харьковская область.
Код КОАТУУ — 6320885005. Население по переписи 2001 г. составляет 186 (77/109 м/ж) человек.

## Географическое положение
Село Новосёловка находится у истоков реки Крысинка.
На реке и её притоках многочисленные запруды.
Ниже по течению примыкает село Крысино.
Выше по течению — посёлки Максимовка и Таверовка.
К селу примыкают небольшие лесные массивы.
Рядом проходит автомобильная дорога Р-46.
На расстоянии в 4 км находится железнодорожная станция Максимовка.

## История
- 1889 — дата основания.